# راسل رایت
راسل رایت (به انگلیسی: Russel Wright)؛ (زادۀ ۳ آوریل ۱۹۰۴ میلادی – درگذشتۀ ۲۱ دسامبر ۱۹۷۶ میلادی) یک طراح صنعتی اهل ایالات متحدۀ آمریکا بود. پرفروش‌ترین ظروف غذاخوری سرامیکی او باعث تشویق عموم مردم به لذت بردن از طراحی مدرن خلاقانه روی میز با طیف وسیعی از مبلمان، لوازم‌جانبی و منسوجات او شد. گالری طراحی راسل و مری رایت در مانیتوگا در شمال ایالت نیویورک، این که چگونه «رایت‌ها سبک زندگی مدرن آمریکایی را شکل دادند»، ثبت کرده است.